# Други ударни корпус НОВЈ
Други ударни корпус НОВЈ формиран је 10. септембра 1943. године од Друге пролетерске и Треће ударне дивизије и осам партизанских одреда са територије Црне Горе, Боке, Херцеговине и Санџака. Први командант корпуса био је Пеко Дапчевић, народни херој, а политички комесар Митар Бакић, народни херој.
У саставу корпуса налазиле су се — 29. херцеговачка дивизија (од 21. новембра 1943), Приморска оперативна група (од 23. фебруара 1944) и 37. санџачка дивизија (од 4. марта 1944). У оперативном смислу корпусу су повремено потчињаване Пета крајишка и 17. источнобосанска дивизија. 
Штаб Другог ударног корпуса је од краја јануара 1944. године преузео функцију Главног штаба НОВ и ПО Црне Горе и Боке и имао је задатак да дејствује на територији Црне Горе, Херцеговине и Санџака. 
Корпус је расформиран 25. априла 1945. године, а његове јединице су ушле у састав Друге и Треће армије ЈА. 

## Командни састав корпуса
- Команданти корпуса:
  - Пеко Дапчевић — од формирања корпуса до јула 1944.
  - Радован Вукановић — од јула 1944. до расформирања корпуса

- Политички комесари корпуса:
  - Митар Бакић — од формирања корпуса до јула 1944.
  - Радоје Дакић — од јула 1944. до новембра 1944.
  - Војо Николић — од новембра 1944. до априла 1945.
  - Бошко Ђуричковић — од априла 1945. до расформирања корпуса

- Начелници Штаба корпуса:
  - Рудолф Приморац — од формирања корпуса до јула 1944.
  - Раде Хамовић — од јула до октобра 1944.
  - Вељко Жижић — од октобра 1944. до фебруара 1945.
  - Милутин Дапчевић — од фебруара 1945. до расформирања корпуса